# Jolicloud
Jolicloud je linuxová distribuce založená na Ubuntu. Tento operační systém je určen především pro netbooky a je zaměřen na práci s webovými aplikacemi podobně jako například Google Chrome OS. Je založen především na připojení k internetu a společenským sítím a využívá cloud computing. Tudíž se stačí jen přihlásit a osobní nastavení a soubory lze prohlížet i na ostatních počítačích, kde je tento operační systém nainstalován. Byl vyvíjen od roku 2008 týmem okolo Teriqua Krima (CEO) a Romaina Hueta (CTO), jejichž hlavní stan se nachází v Paříži.